# Нова Миронівка
Нова Миронівка (до 2016 року — П'ятирічка) — село в Україні, у Обухівському районі Київської області. Орган місцевого самоврядування — Центральненська сільська рада. Населення становить 318 осіб.
Засноване 1931 року, коли для розширення Миронівської селекційної станції було передано відділок «П'ятирічка». Радгосп і село також здобули цю назву.
19 травня 2016 року село перейменоване.